# Bahnhof Glarus
Der Bahnhof Glarus ist ein Bahnhof in der Ortschaft Glarus in der Schweiz. Er liegt als Zwischenbahnhof an der Bahnstrecke Ziegelbrücke–Linthal.

## Geschichte
Der Bahnhof wurde 1859 eröffnet und an das Netz der privaten Vereinigten Schweizerbahnen angeschlossen. 1879 wurde eine Weiterführung der Strecke des Bahnhofs nach Linthal eröffnet. Das Gebäude wurde 1902 von Karl August Hiller als Ersatz für ein älteres Gebäude entworfen und zwischen 1902 und 1903 erbaut. Es ist dreistöckig, hat ein Bogendach sowie einen Turm.
Das Gebäude ist im Schweizerischen Inventar der Kulturgüter von nationaler und regionaler Bedeutung eingetragen.

## Verkehr
Der Bahnhof wird stündlich von der Linie S 25 der S-Bahn Zürich von Zürich nach Linthal sowie von der Linie S 6 der S-Bahn St. Gallen zwischen Rapperswil und Schwanden bedient, was einen Halbstundentakt ergibt.
Der tägliche Verkehr betrug 2600 Passagiere pro Tag im Jahr 2022.